# Atriplex agrestis
Atriplex agrestis är en amarantväxtart som beskrevs av Philipp Johann Ferdinand Schur. Atriplex agrestis ingår i släktet fetmållor, och familjen amarantväxter. Inga underarter finns listade i Catalogue of Life.